# رود کیشا
رود کیشا (انگلیسی: Kisha) یک رودخانه در استان آدیغیه کشور روسیه است.